# بابونه غشائی
بابونه غشائی، بابونه پرسپولیسی (نام علمی: Anthemis scariosa) نام یک گونه از سرده بابونه است.